# Centrobranchus andreae
Centrobranchus andreae és una espècie de peix de la família dels mictòfids i de l'ordre dels mictofiformes.

## Morfologia
- Els mascles poden assolir 6,5 cm de longitud total.[4][5]

## Hàbitat
És un peix marí i de clima tropical.

## Distribució geogràfica
Es troba al Mar de la Xina Meridional.